# Plymouth Adventure
 Plymouth Adventure és una pel·lícula estatunidenca dirigida per Clarence Brown, estrenada el 1952.

## Argument
La història novel·lada del vaixell "Mayflower", que transporta un centenar d'immigrants anglesos amb destinació al Nou Món.

## Repartiment
- Spencer Tracy: Capità Christopher Jones
- Gene Tierney: Dorothy Bradford
- Van Johnson: John Alden
- Leo Genn: William Bradford
- Barry Jones: William Brewster
- Dawn Addams: Priscilla Mullins
- Lloyd Bridges: Coppin
- Noel Drayton: Miles Standish
- John Dehner: Gilbert Winslow
- Tommy Ivo: William Button
- Lowell Gilmore: Edward Winslow

I, entre els actors que no surten als crèdits :
- Paul Cavanagh: El governador John Carver
- Kathleen Lockhart: Mary Brewster